# Puchar Włoch w rugby union mężczyzn (2013/2014)
Puchar Włoch w rugby union mężczyzn (2013/2014) – dwudziesta szósta edycja Pucharu Włoch mężczyzn w rugby union, a czwarta zorganizowana pod nazwą Trofeo Eccellenza. Zarządzane przez Federazione Italiana Rugby zawody odbywały się w dniach 12 października 2013 – 8 lutego 2014 roku.
Na arenę finałowego pojedynku związek wyznaczył Stadio Mario Battaglini w Rovigo, spotkanie poprowadził zaś Andrea Spadoni. Po wyrównanym meczu triumfowali zawodnicy Fiamme Oro Rugby pokonawszy Rovigo 26–25.
Bilet na mecz kosztował 12,50 euro.

## System rozgrywek
Po wycofaniu się z rozgrywek ligowych drużyny Crociati Rugby do zawodów przystąpiło siedem zespołów najwyższej klasy rozgrywkowej, które w tym sezonie nie występowały w Europejskim Pucharze Challenge. Zostały one podzielone na dwie grupy, a rozgrywki prowadzone były w pierwszej fazie systemem kołowym według modelu dwurundowego w terminach, w których odbywały się mecze ECC. Do drugiej fazy rozgrywek awansowali zwycięzcy grup, którzy na neutralnym stadionie rozegrali mecz o puchar kraju.
Harmonogram spotkań został opublikowany pod koniec sierpnia 2013 roku.

## Faza grupowa

### Grupa A
| 13 października 201315:00 | Reggio | 17:43(17:7) | San Donà | Impianto sportivo Canalina, Reggio nell’Emilia Widzów: 300 |
| 13 października 201315:00 |        | 17:43(17:7) |          | Impianto sportivo Canalina, Reggio nell’Emilia Widzów: 300 |

| 13 października 201316:00 | Rovigo | 30:25(20:13) | Petrarca | Stadio Mario Battaglini, Rovigo Widzów: 2000 |
| 13 października 201316:00 |        | 30:25(20:13) |          | Stadio Mario Battaglini, Rovigo Widzów: 2000 |

| 19 października 201316:00 | San Donà | 15:27(10:17) | Petrarca | Stadio Romolo Pacifici, San Donà di Piave Widzów: 700 |
| 19 października 201316:00 |          | 15:27(10:17) |          | Stadio Romolo Pacifici, San Donà di Piave Widzów: 700 |

| 19 października 201316:00 | Rovigo | 54:15(28:3) | Reggio | Stadio Mario Battaglini, Rovigo Widzów: 1200 |
| 19 października 201316:00 |        | 54:15(28:3) |        | Stadio Mario Battaglini, Rovigo Widzów: 1200 |

| 7 grudnia 201315:00 | Petrarca | 40:7(33:7) | Reggio | Centro Sportivo Memo Geremia, Padwa Widzów: 450 |
| 7 grudnia 201315:00 |          | 40:7(33:7) |        | Centro Sportivo Memo Geremia, Padwa Widzów: 450 |

| 7 grudnia 201315:00 | San Donà | 21:27(7:15) | Rovigo | Stadio Romolo Pacifici, San Donà di Piave Widzów: 700 |
| 7 grudnia 201315:00 |          | 21:27(7:15) |        | Stadio Romolo Pacifici, San Donà di Piave Widzów: 700 |

| 14 grudnia 201315:00 | Reggio | 14:31(7:17) | Petrarca | Impianto sportivo Canalina, Reggio nell’Emilia Widzów: 300 |
| 14 grudnia 201315:00 |        | 14:31(7:17) |          | Impianto sportivo Canalina, Reggio nell’Emilia Widzów: 300 |

| 14 grudnia 201315:00 | Rovigo | 41:8(12:8) | San Donà | Stadio Mario Battaglini, Rovigo Widzów: 500 |
| 14 grudnia 201315:00 |        | 41:8(12:8) |          | Stadio Mario Battaglini, Rovigo Widzów: 500 |

| 12 stycznia 201415:00 | San Donà | 33:0(21:0) | Reggio | Stadio Romolo Pacifici, San Donà di Piave Widzów: 300 |
| 12 stycznia 201415:00 |          | 33:0(21:0) |        | Stadio Romolo Pacifici, San Donà di Piave Widzów: 300 |

| 12 stycznia 201415:00 | Petrarca | 15:22(8:15) | Rovigo | Stadio Plebiscito, Padwa Widzów: 3870 |
| 12 stycznia 201415:00 |          | 15:22(8:15) |        | Stadio Plebiscito, Padwa Widzów: 3870 |

| 18 stycznia 201415:00 | Petrarca | 35:7(14:0) | San Donà | Centro Sportivo Memo Geremia, Padwa Widzów: 450 |
| 18 stycznia 201415:00 |          | 35:7(14:0) |          | Centro Sportivo Memo Geremia, Padwa Widzów: 450 |

| 18 stycznia 201414:00 | Reggio | 8:9(0:9) | Rovigo | Impianto sportivo Canalina, Reggio nell’Emilia Widzów: 100 |
| 18 stycznia 201414:00 |        | 8:9(0:9) |        | Impianto sportivo Canalina, Reggio nell’Emilia Widzów: 100 |

### Grupa B
| 12 października 201316:00 | Fiamme Oro | 38:21(16:13) | SS Lazio | Caserma S. Gelsomini, Rzym Widzów: 650 |
| 12 października 201316:00 |            | 38:21(16:13) |          | Caserma S. Gelsomini, Rzym Widzów: 650 |

| 20 października 201316:00 | Capitolina | 10:29(10:8) | Fiamme Oro | Campo dell'Unione, Rzym Widzów: 800 |
| 20 października 201316:00 |            | 10:29(10:8) |            | Campo dell'Unione, Rzym Widzów: 800 |

| 7 grudnia 201315:00 | SS Lazio | 29:6(22:6) | Capitolina | Centro sportivo Giulio Onesti, Rzym Widzów: 200 |
| 7 grudnia 201315:00 |          | 29:6(22:6) |            | Centro sportivo Giulio Onesti, Rzym Widzów: 200 |

| 14 grudnia 201315:00 | SS Lazio | 15:8(5:8) | Fiamme Oro | Centro sportivo Giulio Onesti, Rzym Widzów: 200 |
| 14 grudnia 201315:00 |          | 15:8(5:8) |            | Centro sportivo Giulio Onesti, Rzym Widzów: 200 |

| 12 stycznia 201415:00 | Fiamme Oro | 42:13(28:6) | Capitolina | Caserma S. Gelsomini, Rzym Widzów: 350 |
| 12 stycznia 201415:00 |            | 42:13(28:6) |            | Caserma S. Gelsomini, Rzym Widzów: 350 |

| 17 stycznia 201420:00 | Capitolina | 7:30(0:25) | SS Lazio | Campo dell'Unione, Rzym Widzów: 100 |
| 17 stycznia 201420:00 |            | 7:30(0:25) |          | Campo dell'Unione, Rzym Widzów: 100 |

## Finał
| 8 lutego 201415:00 | Rovigo | 25:26(15:6) | Fiamme Oro | Stadio Mario Battaglini, Rovigo Widzów: 4000 Sędzia: Andrea Spadoni |
| 8 lutego 201415:00 |        | 25:26(15:6) |            | Stadio Mario Battaglini, Rovigo Widzów: 4000 Sędzia: Andrea Spadoni |